# Bartholomew Roberts
Pour les articles homonymes, voir Roberts et Black Bart.
 (avril 2010).
Si vous disposez d'ouvrages ou d'articles de référence ou si vous connaissez des sites web de qualité traitant du thème abordé ici, merci de compléter l'article en donnant les références utiles à sa vérifiabilité et en les liant à la section « Notes et références ».
Bartholomew Roberts, de son vrai nom John Roberts, né le 17 mai 1682 et mort le 10 février 1722, dit Black Bart (Bart le Noir), est un pirate britannique et l'un des pirates les plus célèbres de son époque.
Né à Casnewydd Bach, près de Haverfordwest dans le Pembrokeshire au Pays de Galles, on raconte qu’il a mené la carrière de pirate la plus réussie de toute l’histoire, en capturant plusieurs centaines de navires (jusqu’à 22 navires en une seule prise) en seulement deux ans. Le prénom qu'il a choisi pourrait être un hommage au pirate Bartholomew Sharp.

## Biographie

### Ses premiers pas

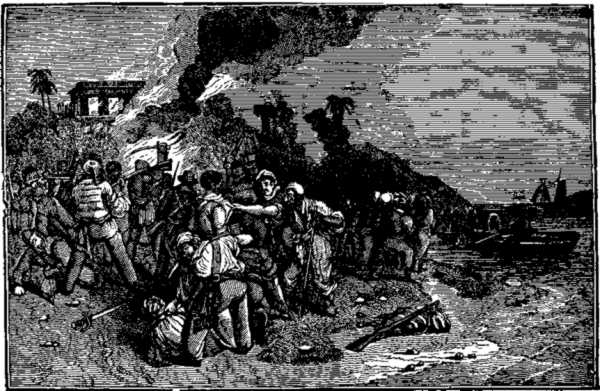
La mort d'Howell Davis.

Il n'y a aucune trace de lui jusqu'en 1718, lorsqu’il est le second d'un sloop de la Barbade. En 1719, à l’âge de 37 ans, il embarque en tant que second à bord du navire Princess, destiné au transport d’esclaves, qui sera capturé en juin 1719 par le pirate Howell Davis à Anomabu près de la Côte-d'Or (devenue le Ghana aujourd’hui). Six semaines après sa capture (certains parlent plutôt de quatre semaines), la flottille de Howell Davis est prise en embuscade par le gouverneur de l’île de Príncipe (Île du Prince). Au cours de la bataille, Howell Davis est lui-même tué. Bartholomew Roberts, décrit comme un homme grand et noir, a eu le temps, en quelques semaines, de montrer son talent et sa supériorité au combat ; il est alors élu capitaine du bateau pirate Royal Rover par son équipage. À cette occasion, Bartholomew Roberts aurait dit à ses hommes : 

« Il vaut mieux être un commandant qu’un homme normal, puisque j’ai plongé mes mains dans l’eau boueuse et dois être un pirate. »

Plus tard, il dirigera successivement le Fortune, le Royal Fortune, et le Good Fortune. Il subsiste cependant de nombreuses imprécisions sur le nombre de navires qui portèrent ces noms, on pense qu’il y aurait eu un seul Fortune, deux Royal Fortune et un seul Good Fortune.

### L’âge d’or des pirates des Caraïbes

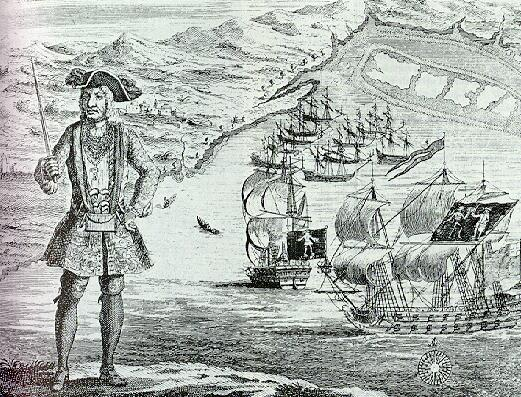
Bartholomew Roberts.

Premier pavillon de Bartholomew Roberts tenant un sablier avec la mort.

Quittant l’île de Príncipe (Île du Prince, aujourd’hui faisant partie de Sao Tomé-et-Principe), Bartholomew Roberts fait route avec le Royal Rover vers le Brésil. Au cours de ce trajet, il capture un navire hollandais et coule un navire britannique transportant des esclaves. En septembre 1720, le Royal Rover croise la route d’un convoi de 42 navires marchands portugais, escortés par deux navires de combat (chacun équipé de 70 canons). Bartholomew Roberts décide d’attaquer ce convoi et capture, entre autres, un navire plus gros que le Royal Rover, à bord duquel se trouve une quantité importante de pièces d’or, d’une valeur de plus de 30 000 livres sterling. Pendant que Bartholomew Roberts se trouve à bord d’un des autres navires capturés, Walter Kennedy, qui était aux commandes en l’absence de son capitaine, s’enfuit avec ce navire chargé d’or et le Royal Rover. Bartholomew Roberts donne alors au sloop sur lequel il se trouve le nom de Fortune, pille quatre autres navires et doit s’enfuir avec ce qui restait de son équipage pour échapper à un navire britannique lancé à leur poursuite.
En juin 1720, Bartholomew Roberts écume les côtes du Nouveau Monde, capturant 26 sloops et 150 bateaux de pêche et détruisant de nombreuses constructions et machines. Il capture également une galère possédant 18 canons et l’échange contre un navire français possédant 28 canons, qu’il aurait renommé Royal Fortune. Bartholomew Roberts continue ensuite sa route vers le sud et pille au moins une douzaine de navires marchands britanniques.
En septembre 1720, Bartholomew Roberts atteint les Antilles où il attaque le port de Saint Kitts. Il y capture un navire et en coule deux autres. Il quitte le port et tente d’y retourner le lendemain, mais des tirs de canon endommagent le Royal Fortune et plusieurs autres navires, les forçant à se rendre à 
Saint-Barthélemy afin d’y être réparés. En octobre 1720, il repart à l’attaque de Saint Kitts, où il pillera 15 navires britanniques et français.

### À l’assaut de la Martinique

Pavillon du pirate Bartholomew Roberts.

En janvier 1721, Bartholomew Roberts ajoute à sa flotte un navire hollandais destiné au transport d’esclaves. Il l’utilise pour tromper les habitants de la Martinique : il passe sans encombre à proximité des ports martiniquais, signalant aux Français son intention d’aller à Sainte-Lucie pour y faire du commerce d’esclaves. Installé incognito à Sainte-Lucie, Bartholomew Roberts n’a plus qu’à attendre ses proies : il capture et détruit ainsi 14 navires français. Les prisonniers sont férocement torturés, certains sont tués. L’un des navires, un brigantin, devient alors le navire amiral de la flottille, Bartholomew Roberts le baptise Good Fortune. Il capture ensuite un bâtiment de guerre français, armé de 52 canons, à bord duquel se trouve le gouverneur de la Martinique. Après avoir pendu le gouverneur, Bartholomew Roberts décide de garder son navire et le renomme Royal Fortune. Il conserve alors trois navires dans sa flotte : le Fortune, le Royal Fortune, et le Good Fortune. C’est à ce moment qu’il arrêta brutalement d’écumer la côte de la Nouvelle-Espagne, après avoir passé plus d’un an dans les Caraïbes infestées par la Royal Navy. Il traverse l’Atlantique afin de vendre ses marchandises de contrebande et piller la côte africaine.

### Le pillage des côtes africaines
En avril 1721, Bartholomew Roberts devient plus tyrannique envers son équipage. Durant son trajet vers l’Afrique, le Good Fortune est volé par Thomas Anstis, qui le dirigeait alors. En juin 1721, Bartholomew Roberts atteint l’Afrique où il capture quatre navires (il n’en gardera qu’un seul, qu’il nommera le Ranger). Il met le cap vers le Liberia où il capture le Onslow, navire de la Compagnie royale d'Afrique. Ce navire avait à bord une cargaison d’une valeur de 9 000 livres sterling, Bartholomew Roberts décide de l’utiliser à la place du Royal Fortune.
Il prend ensuite pour cible la Côte d'Ivoire, où il capture au moins six navires et leur cargaison. Le 11 juin 1721, Bartholomew Roberts capture onze navires transportant des esclaves, il demandera une rançon de huit livres de poudre d’or par navire. Le capitaine de l’un des navires refuse de payer le tribut, Bartholomew Roberts coule son navire et tout ce qu’il transporte à bord (équipage et esclaves inclus). Il ajoute alors un nouveau navire à sa flotte : un bâtiment de guerre français, armé de 32 canons, qu’il renomme le Great Ranger. Ce navire sombre en 1722, et son épave retrouvée dans les eaux caribéennes.
Il devient alors une menace pour les compagnies de commerce britanniques, qui lancent plusieurs chasseurs de pirates à sa poursuite, dont l’Hirondelle, un navire de guerre envoyé en Afrique occidentale par la couronne britannique à la poursuite des pirates, commandé par Chaloner Ogle.

### La dernière bataille
Sa carrière de capitaine pirate s’arrête brutalement en février 1722 près du Cap Lopez, au Gabon. Le 5 février 1722, un bâtiment de guerre britannique, l’Hirondelle attaque la flotte de Bartholomew Roberts. À ce moment, les avis sur la fin de l’aventure divergent. Certains auteurs[Qui ?] affirment que Bartholomew Roberts aurait confondu l’Hirondelle avec un navire marchand portugais et décidé de l’attaquer. D’autres racontent que Chaloner Ogle aurait trouvé la flotte de Bartholomew Roberts ancrée sur la côte, la plupart des hommes saouls après avoir fêté une victoire de la veille ; Bartholomew Roberts aurait alors foncé avec le Royal Fortune en direction de l’Hirondelle, tentant ainsi de le prendre de vitesse avec l’aide du vent. Dans un cas comme dans l’autre, la fin de l’histoire est la même. Arrivé à portée de tir, les canons du Swallow tirent une salve, le Royal Fortune riposte. Bartholomew Roberts est tué dès la première et dernière salve : une volée de chaînes tirée d’un canon lui brise les os du cou.
Avant qu’il n’eût pu être emporté par Chaloner Ogle, le corps de Bartholomew Roberts est jeté par-dessus bord, conformément à son souhait de reposer dans la mer à tout jamais. Son équipage tente désespérément de prendre la fuite mais sera vite rattrapé et fait prisonnier. Les navires ne peuvent plus naviguer tellement les mâts et les voiles sont endommagés. Les membres d'équipage seront jugés à Cape Coast, au Ghana. 74 hommes sont acquittés, 70 pirates noirs retournent à l’esclavage, 54 pirates sont pendus et 37 sont condamnés à des peines plus légères. Peu de temps après ces événements, ce fut la fin de l’âge d'or de la piraterie.

## Personnalité
Bartholomew Roberts ne correspondait pas au stéréotype du pirate. Voici certaines informations à son sujet, rapportées par certains écrits[Lesquels ?] :
- Il était toujours bien habillé.
- Il avait d’excellentes manières.
- Il ne partageait pas sa cabine avec n'importe qui, et se refusait au viol.
- Il ne buvait pas d’alcool.
- Il avait une excellente écriture manuscrite.
- Il était toujours rasé de près.
- Il aimait la musique classique et avait des musiciens à bord de son navire.
- Il avait intimé l’ordre à ses hommes de jeter son corps à la mer s’il mourait dans la bataille.
- Ce fut lui qui fit entrer dans l'histoire une bonne partie du fameux Code des Pirates.

## Citation
À propos des conditions de vie dans la piraterie, ce qui résume la philosophie du memento mori, symbolisée par le pavillon à tête de mort et tibias croisés, ou Jolly Roger:
«Qu'obtient-on par un travail honnête ? De maigres rations, de bas salaires et un dur labeur. Chez nous, c'est l'abondance jusqu'à plus faim, le plaisir et les aises, la liberté et la puissance; comment balancer si l'on fait le compte, quand tout ce qu'on risque dans le pire des cas, c'est la triste mine que l'on fait au bout de la corde. Une existence courte mais bonne sera ma devise.»

## Le code des pirates
I. Chaque pirate pourra donner sa voix dans les affaires d'importance et aura un pouvoir de se servir quand il voudra des provisions et des liqueurs fortes nouvellement prises, à moins que la disette n'oblige le public d'en disposer autrement, la décision étant prise par vote.
II. Les pirates iront tour à tour, suivant la liste qui en sera faite, à bord des prises et recevront pour récompense, outre leur portion ordinaire de butin : une chemise de toile. Mais, s'ils cherchent à dérober à la compagnie de l'argenterie, des bijoux ou de l'argent d'une valeur d'un dollar, ils seront abandonnés sur une île déserte. Si un homme en vole un autre, on lui coupera le nez et les oreilles et on le déposera à terre en quelque endroit inhabité et désert.
III. Il est interdit de jouer de l'argent aux dés ou aux cartes
IV. Les lumières et les chandelles doivent être éteintes à huit heures du soir. Ceux qui veulent boire, passé cette heure, doivent rester sur le pont sans lumière
V. Les hommes doivent avoir leur fusil, leur sabre et leurs pistolets toujours propres et en état de fonction.
VI. La présence de jeunes garçons ou de femmes est interdite. Celui que l'on trouvera en train de séduire une personne de l'autre sexe et de la faire naviguer déguisée sera puni de mort.
VlI. Quiconque déserterait le navire ou son poste d'équipage pendant un combat serait puni de mort ou abandonné sur une île déserte.
VIII. Personne ne doit frapper quelqu'un d'autre à bord du navire ; les querelles seront vidées à terre de la manière qui suit, à l'épée ou au pistolet. Les hommes étant préalablement placés dos à dos feront volte-face au commandement du quartier-maître et feront feu aussitôt. Si l'un d'eux ne tire pas, le quartier-maître fera tomber son arme. Si tous deux manquent leur cible, ils prendront leur sabre et celui qui fait couler le sang le premier sera déclaré vainqueur.
IX. Nul ne parlera de changer de vie avant que la part de chacun ait atteint 1000 livres. Celui qui devient infirme ou perd un membre en service recevra 800 pièces de huit sur la caisse commune et, en cas de blessure moins grave, touchera une somme proportionnelle.
X. Le capitaine et le quartier-maître recevront chacun deux parts de butin, le canonnier et le maître d'équipage, une part et demie, les autres officiers une part et un quart, les flibustiers une part chacun.
XI. Les musiciens auront le droit de se reposer le jour du sabbat. Les autres jours de repos ne leur seront accordés que par faveur.

## Réutilisation
Dans le manga One Piece, l'auteur Eiichiro Oda se sert de lui pour créer Bartholomew Kuma, un des sept Capitaines Corsaires. Dans ce même manga, Mihawk alias Œil-de-faucon, un autre Corsaire, est aussi comparé à Roberts.
Dans Peter Pan, le capitaine James Crochet, créé par le dramaturge James Barrie, partage beaucoup de similarités avec le « Baronnet Noir » : l’élégance vestimentaire, les goûts raffinés, ainsi que les bonnes manières. On peut pousser la comparaison au fait que les deux pirates semblent suivre un certain code d'honneur, Batholomew étant à l'origine d'une bonne partie du « Code des pirates », et Crochet suivant sa philosophie de « la bonne et due forme » ou du « savoir-vivre », selon les traductions. 
Il apparaît dans le jeu Assassin's Creed IV: Black Flag (2013). Il est considéré dans le jeu comme étant un Sage, c'est-à-dire une réincarnation d'Aita, un des êtres de la Première Civilisation. Il trahit le protagoniste principal pour finalement mettre la main sur un artéfact lui permettant d'assurer sa domination sur ses adversaires. Certaines de ses caractéristiques le rapprochent de sa version historique, de par le fait qu'il ne buvait pas d'alcool ou qu'il souhaitait être jeté à la mer après sa mort.
Son pavillon apparaît dans le film Pirates des Caraïbes : Jusqu'au bout du monde.